# Balustrová kuželka

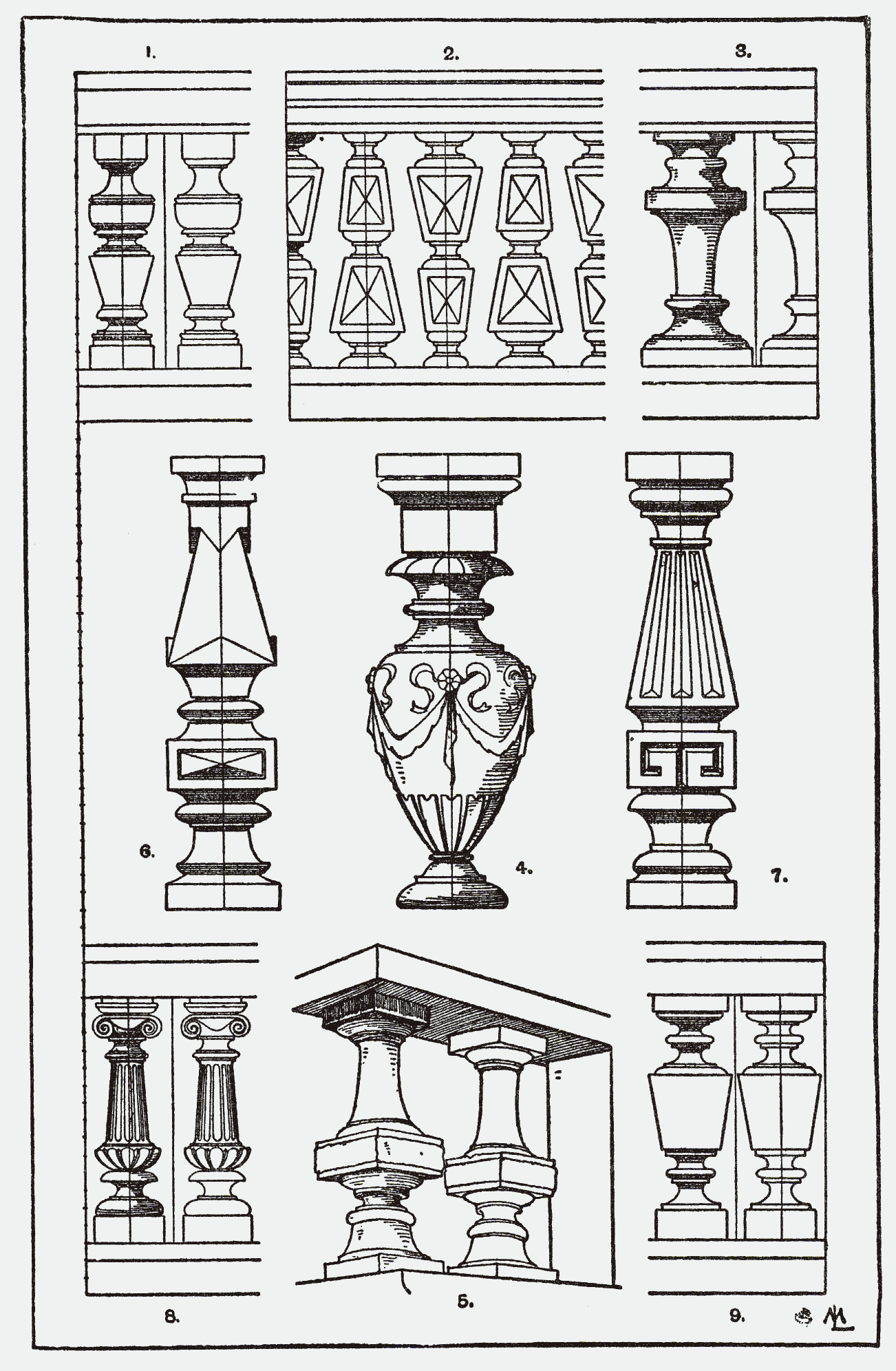
Příklady kuželek z A Handbook of Ornament, Franz S. Meyer, 1898

Balustrová kuželka (z francouzského balustre, italského balaustro z balaustra, latinského balaustium z řeckého balaustion) (také Balustr, balustra či prostě pouze kuželka) je malý tvarovaný kamenný nebo dřevěný sloupek s kruhovým, čtyřúhelným nebo víceúhelníkovým průřezem nesoucí parapet, atiku nebo zábradlí schodišť. Řada balustrových kuželek tvoří balustrádu. Balustrová kuželka i balustráda je součástí klasické řádové architektury. V renesanci jsou kuželky souměrné i podle vodorovné osy. Barokní mívají spíše vázovitý nebo lahvovitý tvar.
Nejranější příklady representují reliéfní balustrové kuželky z asyrských paláců kde jejich sestavy tvoří okenní balustrády s iónskými hlavicemi. Balustrové kuželky pravděpodobně nebyly jako architektonický prvek ve starověkém Řecku ani Římě známy (Wittkower 1974) a tak se znovuobjevují až v 15. století na balkonech benátských a veronských paláců.
Vynálezce balustrových kuželek a balustrád není určen, ale prokazatelně je jako jeden z prvních použil Giuliano da Sangallo v balustrádě terasy vily v Poggio a Caiano (cca 1480) a stejně tak používal balustrády dokonce i při rekonstrukcích antických staveb. Od něj přebrali tento prvek Bramante (Tempietto, 1502) a Michelangelo, díky kterému se v 16. století dostalo balustrádám širokého rozšíření.
Pojem balustrový sloupek též popisuje sloupek rozdělující okno v saské architektuře. Příkladem může být opatství St. Albans v Anglii se sloupky s velkou pravděpodobností přenesenými ze starého saxonského kostela. K nim byly přidány normanské patky a normánské hlavice hlavice společně s válcovitými normanskými sloupky.